# Bernard Dunne
Bernard Dunne (ur. 6 lutego 1980 w Clondalkin) − irlandzki pięściarz, były zawodowy mistrz świata organizacji WBA (2009) oraz mistrz Europy EBU (2006-2007) w wadze junior piórkowej (do 122 funtów). Zakończył karierę w 2009 roku po porażce przez nokaut z Poonsawatem Kratingdaenggymem z Tajlandii.

## Kariera
Karierę zawodowego boksera zaczął w grudniu 2001 roku. Swój pierwszy tytuł wywalczył 14 października 2005 r. w walce o wakujący tytuł organizacji International Boxing Council (IBC) w wadze junior piórkowej - pokonał wtedy przez techniczny nokaut brytyjskiego pięściarza Seana Hughesa. Kolejnym mistrzostwem w dorobku Dunne'a był wakujący pas organizacji European Boxing Union (EBU) w wadze piórkowej, który zdobył 11 listopada 2006 r., pokonując jednogłośnie na punkty reprezentującego Wielką Brytanię - Eshama Pickeringa. Tytuł EBU w wadze junior piórkowej zdołał obronić jeszcze dwa razy (przeciwko Jersinowi Żaiłałowowi i Reidarowi Walstadowi). Po raz trzeci nie zdołał obronić tytułu EBU w wadze junior piórkowej przegrywając przez techniczny nokaut z Hiszpanem - Kiko Martinezem. 
Trzeci tytuł w wadze junior piórkowej - tym razem organizacji World Boxing Association (WBA), zdobył 21 marca 2009 r. w walce przeciwko Ricardo Cordobie z Panamy. Tytuł ten stracił we wrześniu 2009 r. na rzecz reprezentanta Tajlandii - Poonsawata Kratingdaenggyma.  

## Międzynarodowe tytuły mistrzowskie
| Organizacja (kategoria wagowa)                 | Pokonany               | Przegrana na rzecz        | Lata      |
| ---------------------------------------------- | ---------------------- | ------------------------- | --------- |
| International Boxing Council (junior piórkowa) | Sean Hughes (wakat)    | (wakat)                   | 2005      |
| European Boxing Union (junior piórkowa)        | Reidar Walstad (wakat) | Kiko Martinez             | 2006/2007 |
| World Boxing Association (junior piórkowa)     | Ricardo Cordoba        | Poonsawat Kratingdaenggym | 2009      |